# J'ai vu le chiffre 5 en or
J'ai vu le chiffre 5 en or – en anglais I Saw the Figure 5 in Gold – est un tableau du peintre américain Charles Demuth daté de 1928. Réalisé sur papier cartonné à la peinture à l'huile, l'encre, la mine de plomb et la feuille d'or, il constitue un portrait symbolique de William Carlos Williams en mettant en image The Great Figure, son poème qui décrit le passage dans une ville pluvieuse d'un fourgon d'incendie rouge marqué du chiffre 5. Dans un style précisionniste qui emprunte au cubisme français et au futurisme italien, le peintre évoque l'éloignement rapide du véhicule perçu par le poète en répétant le numéro qu'il porte à deux reprises, à chaque fois en plus petit. Le tableau est conservé au Metropolitan Museum of Art, à New York.